# Liste der Biografien/Stram
Liste der Biografien |
Portal Biografien |
Personensuche
# |
A |
B |
C |
D |
E |
F |
G |
H |
I |
J |
K |
L |
M |
N |
O |
P |
Q |
R |
S |
T |
U |
V |
W |
X |
Y |
Z |
?
 
Sa |
Sb |
Sc |
Sd |
Se |
Sf |
Sg |
Sh |
Si |
Sj |
Sk |
Sl |
Sm |
Sn |
So |
Sp |
Sq |
Sr |
Ss |
St |
Su |
Sv |
Sw |
Sy |
Sz
 
Sta |
Ste |
Sth |
Sti |
Stj |
Stl |
Sto |
Str |
Sts |
Stt |
Stu |
Stv |
Stw |
Sty
 
Stra |
Strb |
Stre |
Strg |
Stri |
Strl |
Strm |
Strn |
Stro |
Strp |
Stru |
Stry |
Strz
 
Straa |
Strab |
Strac |
Strad |
Strae |
Straf |
Strag |
Strah |
Strai |
Straj |
Strak |
Stral |
Stram |
Stran |
Strap |
Stras |
Strat |
Strau |
Strav |
Straw |
Strax |
Stray |
Straz
Die Liste der Biografien führt alle Personen auf, die in der deutschsprachigen Wikipedia einen Artikel haben. Dieses ist eine Teilliste mit 21 Einträgen von Personen, deren Namen mit den Buchstaben „Stram“ beginnt.

## Stram
- Stram, Hank (1923–2005), US-amerikanischer American-Football/Baseballspieler und -trainer

### Strama
- Stramaccioni, Andrea (* 1976), italienischer Fußballspieler und -trainerAndrea Stramaccioni (* 1976)

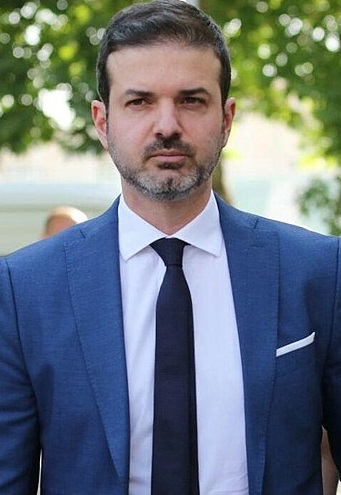
Andrea Stramaccioni (* 1976)

- Stramare, Carolina (* 1999), italienische Schauspielerin und Miss Italien 2019
- Strămăturaru, Raluca (* 1985), rumänische Rennrodlerin

### Stramb
- Strambach, Karl (1939–2016), deutscher Mathematiker, Hochschullehrer für Mathematik
- Stramberg, Johann Christian von (1785–1868), deutscher Historiker und Buchautor
- Strambi, Vincenzo Maria (1745–1824), italienischer Passionist und Bischof von Macerata-Tolentino
- Strambini, Alexandre (* 1975), Schweizer Tennisspieler
- Strambino, Jean-Baptiste de (1621–1684), italienischer römisch-katholischer Geistlicher und Bischof von Lausanne
- Strambowski, Ilse (1931–2025), deutsche Theater- und Filmschauspielerin

### Strame
- Strametz, Karin (* 1998), österreichische Leichtathletin

### Stramk
- Stramkouskaja, Wera (* 1958), belarussische Rechtsanwältin und Menschenrechtsaktivistin

### Stramm
- Stramm, August (1874–1915), deutscher Dichter und Dramatiker
- Stramm, Karen (* 1961), deutsche Politikerin (Die Linke), MdL
- Stramma, Lothar (* 1955), deutscher Meereskundler

### Stramo
- Stramowski, Piotr (* 1987), polnischer Schauspieler

### Stramp
- Strampe, Hartmut (* 1956), deutscher Fußballschiedsrichter
- Strampfer, Friedrich (1823–1890), österreichischer Schauspieler und Theaterdirektor
- Strampfer, Herbert (1913–1995), deutscher Politiker (SED), thüringischer Wirtschafts- und Arbeitsminister
- Strampfer, Hermann (1952–2015), deutscher Jurist und Verwaltungsbeamter
- Strampff, Anton Christian von (1754–1822), preußischer Generalleutnant